# Autobiografía (película de 2022)
Autobiografía es una película dramática de suspenso de 2022, escrita y dirigida por Makbul Mubarak. Es su debut como director.
La película está protagonizada por Kevin Ardilova y Arswendy Bening Swara. La película tuvo su estreno mundial en el Festival Internacional de Cine de Venecia de 2022, en el programa Horizontes, donde ganó el Premio FIPRESCI a la mejor película entre las secciones paralelas a la principal. 
Fue seleccionada como la candidata indonesia a la mejor película internacional en los Premios Óscar 2024.

## Sinopsis
La película sigue a Rakib, que trabaja como ama de llaves y ayudante de un general retirado, Purnawinata, que dirige una campaña electoral para ser regente.

## Reparto
- Kevin Ardilova como Rakib
- Arswendy Bening Swara como Purnawinata
- Yusuf Mahardika como Agus
- Lukman Sardi como Soewito
- Yudi Ahmad Tajudin como Nala
- Rukman Rosadi como Amir
- Haru Sandra como Andra

## Recepción
En el sitio web del agregador de reseñas Rotten Tomatoes, la película tiene un índice de aprobación del 89% basado en 9 reseñas, con una calificación promedio de 7,9/10.